# خوتکای دماغه
خوتکای دماغه (نام علمی: Anas capensis) نام یک گونه از سرده انس است.